# 毛里裘斯总统
毛里裘斯总统是毛里求斯共和国的国家元首和该国武装力量的总司令。
1968年3月12日毛里求斯宣布脱离英国统治独立。1992年起改为議會共和制，并设置总统职务。

## 历任总统（1992年至今）
| # | 图片                | 名字 （生卒年份）                 | 当选年份      | 任期           | 任期           | 任期     | 政党             | 总理              |
| # | 图片                | 名字 （生卒年份）                 | 当选年份      | 就任           | 离任           | 任期     | 政党             | 总理              |
| - | ------------------- | --------------------------------- | ------------- | -------------- | -------------- | -------- | ---------------- | ----------------- |
| 1 |                     | 维拉萨米·林加杜 （1920—2000）     | 1992年        | 1992年3月12日  | 1992年6月30日  | 110天    | 工党             | 阿内罗德·贾格纳特 |
| — |                     | 拉宾德拉·古伯伦 （1928—2008）     | —             | 1992年6月30日  | 1992年6月30日  | 18天     | PTR              | 阿内罗德·贾格纳特 |
| 2 |                     | 卡薩姆·烏蒂姆 （1941—）           | 1992年 1997年 | 1992年6月30日  | 2002年2月15日  | 9年230天 | 毛里求斯战斗运动 |                   |
| 2 | 纳文钱德拉·拉姆古兰 | 卡薩姆·烏蒂姆 （1941—）           | 1992年 1997年 | 1992年6月30日  | 2002年2月15日  | 9年230天 | 毛里求斯战斗运动 |                   |
| 2 | 阿内罗德·贾格纳特   | 卡薩姆·烏蒂姆 （1941—）           | 1992年 1997年 | 1992年6月30日  | 2002年2月15日  | 9年230天 | 毛里求斯战斗运动 |                   |
| — |                     | 安吉迪·切蒂爾 （1928—2010） 代任' | —             | 2002年2月15日  | 2002年2月18日  | 3天      | 工党             |                   |
| — |                     | 阿里兰加·皮莱 （1945—） 代任      | —             | 2002年2月18日  | 2002年2月25日  | 7天      | 无党派1          |                   |
| 3 |                     | 卡尔·奥夫曼 （1940—2022）         | 2002年        | 2002年2月25日  | 2003年10月1日  | 1年218天 | 战斗社会主义运动 |                   |
| — |                     | 拉奧夫·邦頓 （1937—） 代任        | —             | 2003年10月1日  | 2003年10月7日  | 6天      | 毛里求斯战斗运动 | 保罗·贝朗热       |
| 4 |                     | 阿内罗德·贾格纳特 （1930—2021）   | 2003年 2008年 | 2003年10月7日  | 2012年3月31日  | 8年176天 | 战斗社会主义运动 | 保罗·贝朗热       |
| 4 | 纳文钱德拉·拉姆古兰 | 阿内罗德·贾格纳特 （1930—2021）   | 2003年 2008年 | 2003年10月7日  | 2012年3月31日  | 8年176天 | 战斗社会主义运动 |                   |
| — |                     | 莫妮克·奧桑·貝勒波 （1942—） 代任 | —             | 2012年3月31日  | 2012年7月21日  | 112天    | 工党             |                   |
| 5 |                     | 凯拉什普里亚格 （1947—）          | 2012年        | 2012年7月21日  | 2015年5月29日  | 2年312天 | 工党             |                   |
| 5 | 阿内罗德·贾格纳特   | 凯拉什普里亚格 （1947—）          | 2012年        | 2012年7月21日  | 2015年5月29日  | 2年312天 | 工党             |                   |
| — |                     | 莫妮克·奧桑·貝勒波 （1942—） 代任 | —             | 2015年5月29日  | 2015年6月5日   | 7天      | 工党             |                   |
| 6 |                     | 阿米娜·古里布-法基姆 （1959—）    | 2015年        | 2015年6月5日   | 2018年3月23日  | 2年291天 | 無黨籍           |                   |
| 6 | 普拉温德·贾格纳特   | 阿米娜·古里布-法基姆 （1959—）    | 2015年        | 2015年6月5日   | 2018年3月23日  | 2年291天 | 無黨籍           |                   |
| — |                     | 巴伦·维亚普里 （1945/1946—） 代任 | —             | 2018年3月23日  | 2019年11月26日 | 1年248天 | 战斗社会主义运动 |                   |
| — |                     | 埃迪·巴兰西 （1953—） 代任        | —             | 2019年11月26日 | 2019年12月2日  | 6天      | 无党派1          |                   |
| 7 |                     | 普里特维拉杰辛格·鲁蓬 （1959—）   | 2019年        | 2019年12月2日  | 2024年12月6日  | 5年4天   | 战斗社会主义运动 |                   |
| 7 | 纳文钱德拉·拉姆古兰 | 普里特维拉杰辛格·鲁蓬 （1959—）   | 2019年        | 2019年12月2日  | 2024年12月6日  | 5年4天   | 战斗社会主义运动 |                   |
| 8 |                     | 达朗·戈库尔 （1949—）             | 2024年        | 2024年12月6日  | 现任           | 157天    | 工党             |                   |